# Studium Rolnicze Uniwersytetu Jagiellońskiego
Studium Rolnicze Uniwersytetu Jagiellońskiego – działające w latach 1890–1923 w ramach Wydziału Filozoficznego Uniwersytetu Jagiellońskiego studium kształcące rolników i pracowników rolnictwa. W 1923 roku zostało przekształcone w Wydział Rolniczy Uniwersytetu Jagiellońskiego, w 1946 w Wydział Rolniczo-Leśny Uniwersytetu Jagiellońskiego, w 1953 roku w Wyższą Szkołę Rolniczą, w 1972 w Akademię Rolniczą i ostatecznie 11 kwietnia 2008 w Uniwersytet Rolniczy im. Hugona Kołłątaja w Krakowie.

## Historia

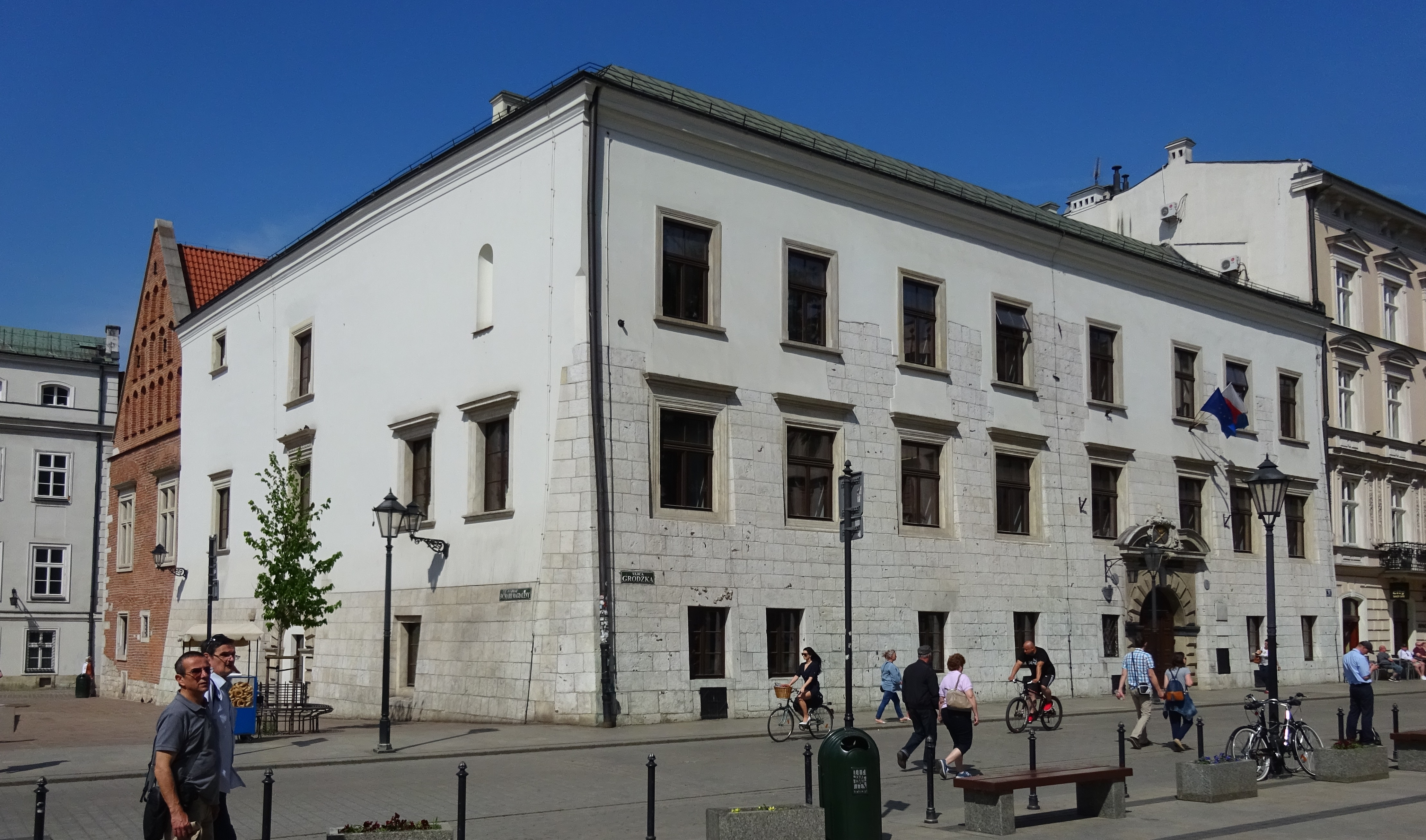
Studium w latach 1890–1912 mieściło się w Collegium Iuridicum

18 sierpnia 1889 roku Uniwersytet Jagielloński otrzymał zgodę cesarza na powstanie Studium. W ramach przygotowań rozpoczęto prace nad statutem oraz rozkładem zajęć. Wysłano również w podróż Edwarda Janczewskiego i Emila Godlewskiego do Austrii, Belgii, Francji, Niemiec i Szwajcarii, aby zapoznali się z funkcjonowaniem istniejących tam podobnych szkół. Swoje spostrzeżenia opublikowali w Przeglądzie Polskim w artykule Zagraniczne Szkoły Rolnicze.
Statut został zatwierdzony przez Ministerstwo Wyznań i Oświaty 31 lipca 1890 roku. Senat podjął decyzję, że na potrzeby Studium przeznaczy niewykorzystywany budynek Collegium Iuridicum. Wykonano w nim niezbędne naprawy za kwotę 3094 złr. Na pierwszy rok zapisało się 35 słuchaczy.
Zgodnie ze statutem Studium było częścią Wydziału Filozoficznego. Studia mogli podjąć absolwenci gimnazjów po zdaniu egzaminu dojrzałości, pozostali mogli zostać słuchaczami nadzwyczajnymi bez prawa zdawania egzaminów i uzyskania absolutorium. Początkowo studia trwały 3 lata i obejmowały 124 godziny wykładów oraz 49 godzin ćwiczeń. Po każdym roku studenci zadawali egzaminy. W pierwszych dwóch latach promocyjne: po pierwszym roku z chemii, botaniki i zoologii oraz prawa cywilnego, a po drugim z ekonomii politycznej, geologii rolniczej, fizyki i inżynierii rolniczej. Po trzecim roku egzamin końcowy z uprawy roślin z chemia rolniczą, z hodowli zwierząt, zarządzenia gospodarstwem rolnym oraz prawa państwowego i administracyjnego. Po ukończeniu studiów absolwenci uzyskiwali absolutorium z wykazem przedmiotów. Słuchacze którzy mieli ukończone dodatkowo 4 lata studiów mogli po napisaniu „rozprawy” uzyskać stopień doktora filozofii. W 1908 roku poproszono Ministerstwo o zgodę na zmianę programu kształcenia. Przygotowano nowy regulamin i statut, który został zatwierdzony 12 maja 1912 roku. Wydłużono czas studiów do 4 lat, dodano nowe przedmioty obowiązkowe i nadobowiązkowe. Zwiększono ilość zajęć do 160 godzin obowiązkowych wykładów i 85 godzin obowiązkowych ćwiczeń. Nowy program wprowadzono w roku akademickim 1911/1912. Po zdaniu egzaminu końcowego absolwent otrzymywał świadectwo ukończenia ze spisem wykładów i wynikami egzaminów. Na podstawie świadectwa i rozprawy wystawiano dyplom z ogólną oceną przygotowania do zawodu rolnika, która mogła być dostateczna, dobra, bardzo dobra lub znakomita.
Studium działało do 1923 roku gdy zostało przekształcone w Wydział Rolniczy Uniwersytetu Jagiellońskiego.

## Budynek

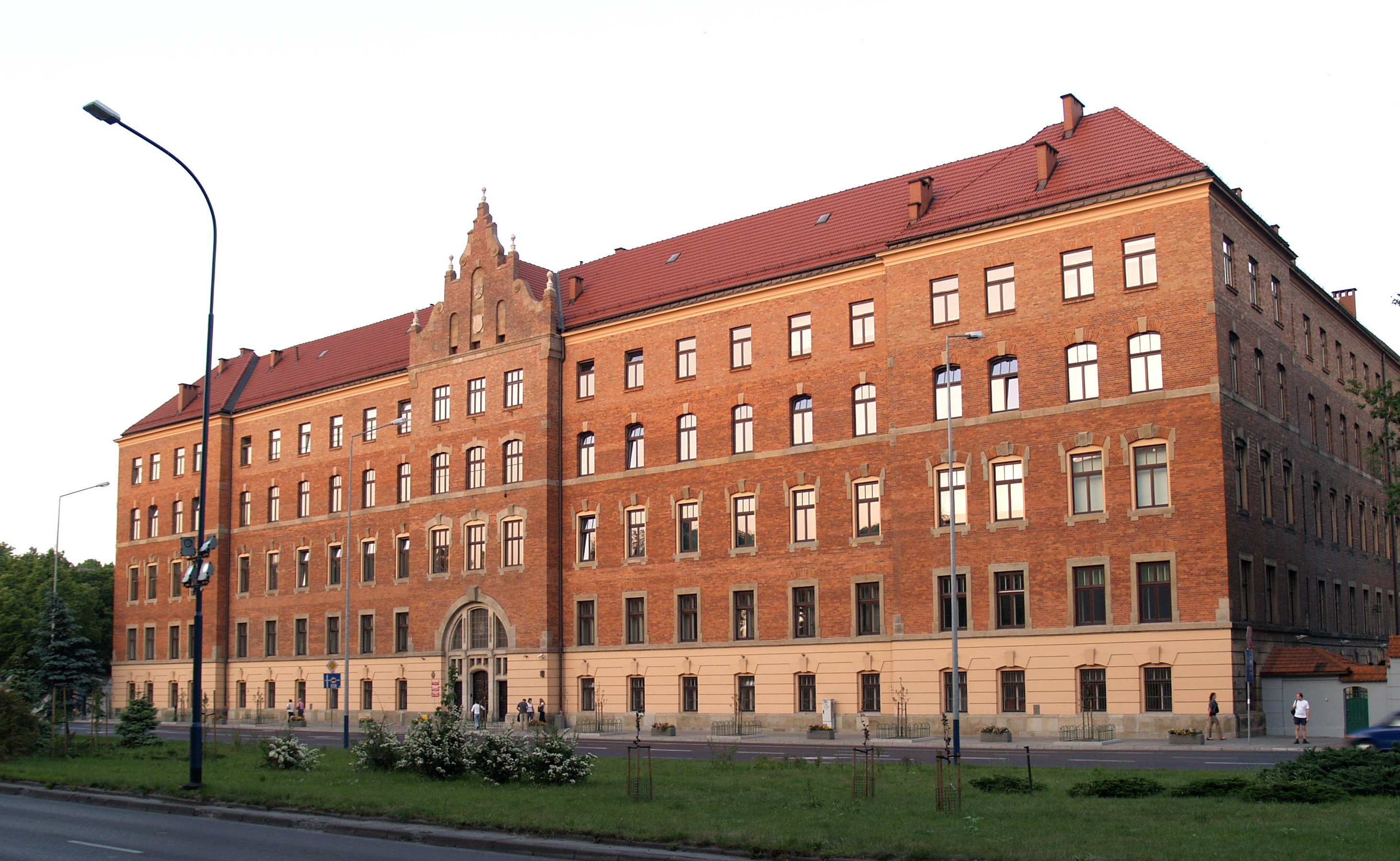
Obecnie budynek Collegium Agronomicum nosi nazwę Collegium Godlewskiego

W 1905 roku Ministerstwo zaakceptowało plany budowy nowego gmachu, a Rada Państwa przyznała na ten cel 600 tysięcy koron. Gmach Collegium Agronomicum przy ulicy Żabiej został poświęcony 25 marca 1912 roku przez ks. Franciszeka Gabryla. W uroczystości wzięli udział między innymi: prezes Towarzystwa Rolniczego Krakowskiego Zdzisław Tarnowski, wiceprezydenci Krakowa Józef Sare i Henryk Szarski, rektor UJ Szajnocha, senat akademicki, profesorowie i studenci. C.k. Ministerstwo Wyznań i Oświaty reprezentował szef sekcji Ludwik Ćwikliński. Dwupiętrowy budynek posiadał centralne ogrzewanie i windy. W ogrodzie zbudowano halę maszyn i szklarnię.

## Ogródek botaniczno-rolniczy
Używano też nazwy Ogród botaniczny Studium Rolniczego. Ogród powstał w miejscu istniejącego w czasach Akademii Krakowskiej ogrodu profesorskiego. Miał powierzchnię 0, 28 ha i był zlokalizowany pomiędzy Collegium Maius a Collegium Minus. Jego twórcą był Edward Janczewski, który w 1875 roku utworzył i prowadził na Uniwersytecie katedrę anatomii i fizjologii roślin. Ogród był przeznaczony głównie dla słuchaczy Studium Rolniczego, a część dydaktyczna obejmowała blisko czterysta gatunków roślin uprawnych. Część ogrodu służyła do prowadzenia eksperymentów. Znalazła się tam kolekcja traw, roślin zielnych, drzew i krzewów owocowych, chwastów i pasożytów roślin uprawnych. Ogród miał układ geometryczny, kwaterowy. Gdy 1912 roku oddano Collegium Witkowskiego zmniejszyła się powierzchnia ogrodu (zabrano część działki pod budowę), a cień utrudniał uprawę roślin. Po przeniesieniu zajęć do nowego budynku obok Collegium Agronomicum powstał tam nowy ogród o powierzchni 0, 35 ha do którego przeniesiono rośliny. W 1912 roku rządzono tam szklarnię na rośliny tropikalne, powstał też basen na rośliny wodne i alpinarium. Kolekcja roślin została podwojona do około 800 gatunków. Od śmierci w 1918 roku profesora Janczewskiego ogrodem do II wojny światowej kierował jego uczeń Karol Rouppert. Obecnie w miejscu ogrodu znajduje się parking. Zachowała się secesyjna szklarnia. W 1998 roku została wpisana do rejestru zabytków.

## Mydlniki
Profesor Kazimierz Rogoyski po objęciu w 1902 roku katedry uprawy roślin rozpoczął starania o zakup na potrzeby Studium folwarku, który pełniłby rolę zakładu doświadczalnego. W 1903 roku spadkobiercy właściciela Mydlnik wystawili tamtejszy majątek na sprzedaż. Ponieważ zażądali w dość krótkim czasie wpłaty 2/3 wartości majątku zawiązało się konsorcjum, które przekazało pieniądze na zakup. W jego skład weszli: Anna Branicka (żona Ksawerego), Andrzej Potocki, Maurycy Zamoyski, hr. Roman Bniński i Józef Ostrowski. Po uzyskaniu gwarancji rządowych wykupu majątku konsorcjum przekazało 228 tysięcy koron. Brakujące 100 tysięcy obciążyło hipotekę majątku. Mydlniki po spłacie pożyczonych pieniędzy przeszły na własność rządu po pięciu latach. Majątek miał 163 ha, z czego 16 ha przeznaczono na cele doświadczalne. Budynki w momencie zakupu były w dobrym stanie, jednak pola zaniedbane i zachwaszczone. Obora nie spełniała wymogów fermy doświadczalnej, dlatego została zlikwidowana. Karczmę przeznaczono na siedzibę kółka rolniczego, kasy Raiffeisena i straży pożarnej. W 1913 w karczmie za zgodą kierownika Rogoyskiego urządzono kaplicę. Funkcjonowała tam do zakończenia II wojny światowej.

## Pole doświadczalne
W 1893 roku na Prądniku Czerwonym urządzono pole doświadczalne obejmujące: pole do doświadczeń rolniczych, ogród warzywno‍‑owocowy i szkółkę leśną. Ogrodem owocowym kierował jego projektant Piotr Brzeziński, asystent katedry anatomii i fizjologii roślin.

## Zakład doświadczalny

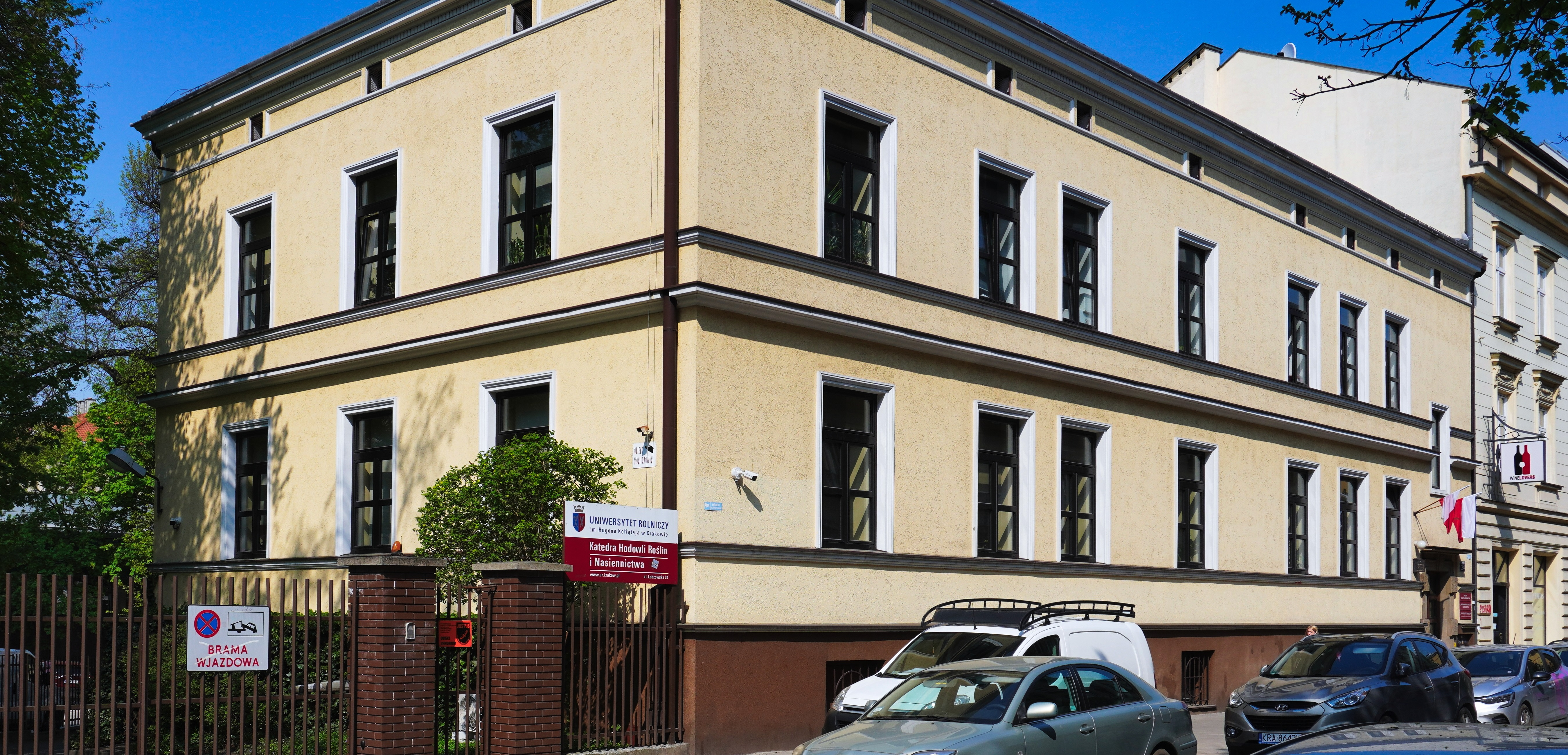
W budynku przy ulicy łobzowskiej 24 mieści się Katedra Hodowli Roślin i Nasiennictwa Uniwersytetu Rolniczego w Krakowie

Zakład doświadczalny Studium rolniczego w Krakowie został otwarty na ulicy Łobzowskiej 24 w listopadzie 1902 roku, ale z powodu braków kadrowych i finansowych badania rozpoczęto dopiero w drugiej połowie 1903 roku. W 1903 roku zakład zatrudniał na stałe kierownik i 1 asystenta, ale od 1904 roku personel powiększono o 2 dodatkowych asystentów. Zadaniem Zakładu było badanie produktów rolniczych, poradnictwo rolnicze i prowadzenie doświadczeń we współpracy z rolnikami praktykami z Galicji.

### Kierownicy
- 1902–1919 Stefan Jentys
- 1919–1933 Edmund Załęski
- 1933–1939 Józef Przyborowski

## Dyrektorzy
Zgodnie ze statutem dyrektor był wybierany na 3 lata z grona profesorów Wydziału Filozoficznego.
- 1891–1907 Emil Godlewski[17]
- 1907–1914 Walerian Klecki[10]

## Pracownicy
W pierwszych latach działalności studium kompletowano pracowników. Udało się to dopiero w październiku 1892 roku. Skład wykładowców studium: Emil Godlewski (chemia rolnicza), Władysław Lubomęski (zarząd gospodarski), Franciszek Czarnomski (rolnictwo), Leopold Adametz (hodowla zwierząt) i Kazimierz Ajdukiewicz (inżynieria rolnicza). Dodatkowo wykłady prowadzili inni profesorowie UJ: August Witkowski (fizyka), Karol Olszewski (chemia), Edward Janczewski (botanika), Antoni Wierzejski (zoologia i rybołówstwo), Kazimierz Kostanecki (historia i anatomia zwierząt domowych), Franciszek Czerny (meteorologia i klimatologia), Władysław Szajnocha (geologia), Juliusz Leo (ekonomia polityczna, skarbowość i statystyka), Antoni Górski (zasady prawa cywilnego), Józef Kleczyński (zasady prawa państwowego), Andrzej Walentowicz( weterynaria). 